# Marian Bielesz
Marian Bielesz (* 14. listopadu 1963 Karviná) je bývalý český politik, na počátku 21. století poslanec Poslanecké sněmovny za US-DEU.

## Biografie
Byl vystudovaným veterinářem. Bydlel v Českém Těšíně. Ve volbách v roce 2002 byl zvolen do poslanecké sněmovny za US-DEU (volební obvod Moravskoslezský kraj). Na jeho zvolení měly podíl preferenční hlasy od polské menšiny na Těšínsku. Sám se hlásí k polské menšině. Podporu mu před volbami vyslovily polské menšinové spolky. Byl místopředsedou sněmovního hospodářského výboru a členem zemědělského výboru. V parlamentu setrval do července 2004, kdy rezignoval na poslanecký mandát. Již počátkem roku 2004 vystoupil z US-DEU pro nesouhlas se směřováním strany v středolevé koalici (podobně odešel ze strany poslanec Tomáš Vrbík). Členem poslaneckého klubu US-DEU ovšem zůstal až do své rezignace na mandát. Rezignace na poslanecké křeslo pomohla tehdejší vládě, protože v parlamentu ho nahradil poslanec Zdeněk Kořistka, který odmítl hlasovat proti staronovému kabinetu (vláda Stanislava Grosse). V roce 2004 byl Bieleszův krok interpretován buď jako zásadové gesto, kdy nechtěl dále přihlížet spolupráci US-DEU s levicí a zároveň nechtěl vládu sabotovat, nebo jako podezřelý čin s korupčním potenciálem. Protikorupční policie se pak zabývala podezřením, že za rezignaci na mandát dostal zaplaceno 15 milionů Kč. Podezření se ale nepotvrdilo.
V parlamentu při daňové reformě neúspěšně navrhoval, aby v nižší daňové sazbě byly ponechány kondomy. Podporoval taky těšínskou firmu, která vyráběla prezervativy značky Pepino.
V komunálních volbách roku 1994 neúspěšně kandidoval do zastupitelstva města Český Těšín za Křesťanskodemokratickou stranu. Zvolen sem byl v komunálních volbách roku 1998 a komunálních volbách roku 2002, nyní za Unii svobody. Profesně se uvádí jako veterinář.
Po odchodu z politiky se stal šéfem Pohraniční veterinární správy na ruzyňském letišti v Praze. Kromě toho byl k roku 2008 majitelem firmy na výrobu koření a byl aktivní i v obchodu se zlatem. V roce 2012 časopis Týden uvedl, že bývalý poslanec si pořídil za 9 milionů Kč dům na okraji Prahy, aniž by si musel vzít hypotéku. Bielesz odmítl své majetkové poměry komentovat.